# Radmožanci
Radmožanci (madžarsko Radamos) je naselje v Občini Lendava. Nahaja se na narodnostno mešanem dvojezičnem območju, opredeljen je kot območje, kjer avtohtono živijo pripadniki madžarske narodne skupnosti in kjer je poleg slovenščine uradni jezik tudi madžarščina. Vas ima uspešno prostovoljno gasilsko društvo ki je pomemben dejavnik v razvoju naselja.
Romarsko mesto Marijino drevo v Črnem Logu daje kraju poseben pečat. Tudi kolesarska pot pelje skozi naselje Radmožanci mimo romarskega mesta.
V vasi domujejo štorklje, ki si najdejo hrano v okoliških močvirnih travnikih. Ekosistem je raznolik, tako da srečamo veliko različnih rastlinskih kakor tudi živalskih vrst. Ob kraju se nahaja obsežen gozdni kompleks Črni log, kateremu posebno podobo in ime dajejo črne jelše (Alnus glutinosa). To je redek ekosistem in eden največjih sestojev jelš v srednji Evropi. Je življenjski prostor ogroženih živalskih vrst.